# Albatros C.XV

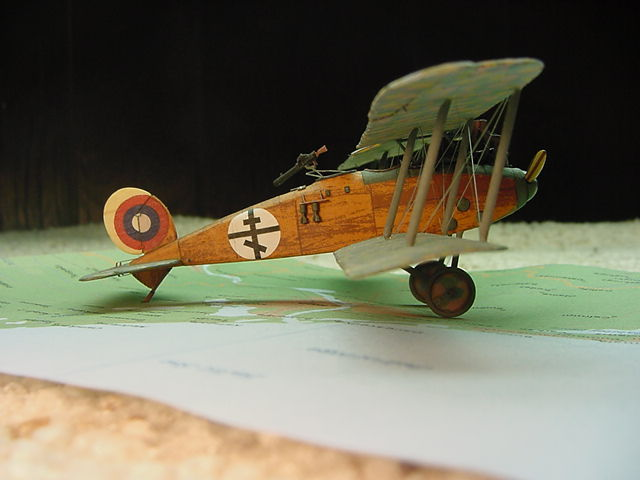
Immagine laterale dell'Albatros C.XV in scala 1/72 usato nella Guerra civile russa.

L'Albatros C.XV fu un aereo da ricognizione monomotore, biposto e biplano sviluppato dall'azienda aeronautica tedesco imperiale Albatros Flugzeugwerke GmbH nei tardi anni dieci del XX secolo.
Evoluzione sul precedente Albatros C.XIV rimasto allo stadio di prototipo, venne introdotto nel 1918 come equipaggiamento dei reparti da caccia della Luftstreitkräfte, la componente aerea del Deutsches Heer (l'esercito imperiale tedesco), nelle fasi finali della prima guerra mondiale.

## Storia del progetto
Dopo l'entrata in servizio, nel 1917, del caccia C.XII, l'Albatros pianificò un ulteriore sviluppo della famiglia dei suoi Typ-C, finalizzato alla facile produzione in grande serie. A questo scopo il progetto originale venne sostanzialmente rivisto, riducendo le misure e semplificando la struttura del nuovo modello ed ottenendo una maggiore economicità nei costi di produzione ed un minor tempo necessario al suo assemblaggio.
Il risultato fu il C.XV, un velivolo più piccolo rispetto al suo predecessore che, pur disponendo una motorizzazione in grado di fornire una potenza superiore non era in grado di trasportare alcun carico bellico da caduta.
Il C.XV venne avviato alla produzione nel 1918, quando oramai le fasi della prima guerra mondiale volgevano al termine.

## Tecnica

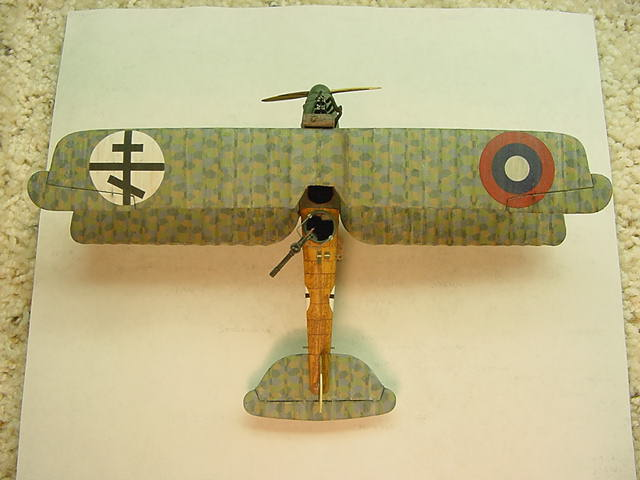
Ancora una vista, superiore, del modello.

L'Albatros C.XV conservava l'aspetto generale, per l'epoca convenzionale, del progenitore pari ruolo Albatros C.XII e dei simili modelli prodotti nello stesso periodo dalle altre aziende: biplano, monomotore biposto con carrello fisso.
La fusoliera, realizzata con struttura in legno e rivestita con pannelli di compensato, era caratterizzata da due abitacoli aperti in tandem, l'anteriore destinato al pilota ed il posteriore all'osservatore con mansioni anche di mitragliere. Posteriormente terminava in un impennaggio classico monoderiva caratterizzato dall'elemento verticale di forma arrotondata abbinato agli elementi orizzontali dotati di un unico elemento mobile.
La configurazione alare era biplana con ala superiore dall'apertura leggermente superiore dell'inferiore, collegate tra loro da una doppia coppia di montanti per lato ed integrati da tiranti in cavetto in acciaio. Sulla parte centrale dell'ala superiore era collocato il serbatoio di combustibile che alimentava il motore a caduta.
Il carrello d'atterraggio era fisso, molto semplice, montato su una struttura tubolare al di sotto della fusoliera, dotato di ruote di grande diametro collegate da un asse rigido ed integrato posteriormente con un pattino d'appoggio.
La propulsione era affidata ad un motore Benz Bz.IVa, un 6 cilindri in linea raffreddato a liquido capace di erogare una potenza pari a 220 PS (164 kW), posizionato all'apice anteriore della fusoliera, racchiuso da un cofano metallico ed abbinato ad un'elica bipala in legno a passo fisso.
L'armamento era costituito da una mitragliatrice LMG 08/15 calibro 7,92 mm, montata in caccia a disposizione del pilota e sparante attraverso il disco dell'elica grazie ad un dispositivo di sincronizzazione, abbinata ad una mitragliatrice Parabellum MG 14, anch'essa calibro 7,92 mm montata su supporto brandeggiabile ad anello nell'abitacolo posteriore.

## Impiego operativo
Il C.XV riuscì ad essere consegnato ai reparti della Luftstreitkräfte che operavano sul fronte orientale, destinato principalmente a missioni di ricognizione, ma non si hanno dati certi dei risultati conseguiti in azioni belliche.
Al termine del conflitto alcuni degli esemplari completati ma mai consegnati, vennero utilizzati in campo civile e ridesignati dall'azienda L 47. Tuttavia venne utilizzato dalle forze aeree di Lettonia, Lituania, Turchia e Repubblica socialista federativa sovietica russa, con quest'ultima impiegato dalla Raboče-Krest'janskij Krasnyj vozdušnyj flot, componente aerea dell'Armata Rossa, nel corso della guerra civile.
I turchi invece, entrati in possesso di soli due esemplari dopo averne valutato l'acquisto in Germania, li utilizzarono nelle fasi finali della Guerra greco-turca rimanendo in servizio fino al 1923.

## Utilizzatori
Germania
- Luftstreitkräfte

 Lettonia
- Latvijas Gaisa Spēki

 Lituania
- Karo aviacija (No. 7815, 7818)

 RSFS Russa
- Raboče-Krest'janskij Krasnyj vozdušnyj flot

 Unione Sovietica
- Sovetskie Voenno-vozdušnye sily

 Turchia
- Türk Hava Kuvvetleri